# D. G. 하트
D G. 하트 (1956년- )는 미국 출신의 기독교 역사학자이다.  힐스데일 대학교에서 역사 교수로 재직중에 있다.  캘리포니아에 있는 웨스트민스터 신학교에서 학장으로 재직 하였다.(2000-2003)  그는 OPC 교단에서 장로로 섬기고 있다.  

## 저서
- The Lost Soul of American Protestantism
- Defending the Faith: J. Gresham Machen and the Crisis of Conservative Protestantism in Modern America